# Giuliano Cesarini, o Velho
Giuliano Cesarini, o Velho (Roma, 1398 - Varna, Bulgária, 10 de Novembro de 1444), foi humanista, diplomata, cardeal, bispo, teólogo e pregador italiano.  Nomeado cardeal pelo papa Martinho IV durante a conclusão do cisma do ocidente.  O seu intelecto e a sua diplomacia o tornaram paladino da supremacia do papa em detrimento dos movimentos conciliatórios, especialmente em relação ao Concílio de Basileia. O bispo francês Bossuet (1627-1704) o descreve como o mais forte baluarte católico contra os gregos durante o Concílio de Florença.

## Primeiros anos
Cesarini era um dos cinco irmãos de uma família romana pertencente à nobreza romana e educado na Universidade de Pádua, onde se formou em Direito romano e teve Domenico Capranica (1400-1458) e Nicola Cusano entre seus alunos.
Em Perúgia, onde estudou direito, fez amizade com Giovannelo Buontempi, membro de uma antiga família de Perugia, que o apoiou de todos os modos. Cesarini se afeiçoou aos filhos de Buontempi, como se fossem os próprios, e mais tarde, quando se tornou cardeal, o recomendou através de uma carta à República de Veneza.
Quando o cisma foi concluído com reconhecimento geral de Martinho V como papa legítimo, Cesarini retornou a Roma onde começou a colaborar com o cardeal Branda da Castiglione (1350-1443), que tinha sido nomeado legado do Reino da Boêmia e da Alemanha, e junto do qual, em março de 1422, pôs-se em viagem para a Alemanha.
Um documento pontifício datado de 3 de outubro de 1422 o qualifica como magister Iulianus de Cesarinis, capellanus noster et causarum palatii apostolici auditor. Um documento em alemão datado de 11 de Junho de 1423 cita Cesarini como canônico de São Pedro, doutor in utroque iure e auditor da corte de Roma.  Em fins de 1423 e início de 1424 o encontramos na corte do rei Vladislau III da Polônia em Cracóvia, onde assume o posto do cardeal Castiglione. É muito provável que tenha acompanhado o cardeal na primavera de 1423, também na cidade de Mogúncia, onde Castiglione promulgou seus estatutos para a reforma daquela igreja. Em seguida, parece ter acompanhado o cardeal na corte do rei Sigismundo em Buda.
Retornando a Roma, foi nomeado pelo papa, em 1 de Agosto de 1424, auditor causarum curiae apostolicae, com salário anual de quinze florins de ouro. Na primavera de 1425 foi encarregado de uma missão na França, para obter do Duque de Bedford, regente durante o período de menoridade do rei Henrique VI, uma limitação na proibição dos benefícios pontifícios. Em 1426 participou de uma missão diplomática na Inglaterra, segundo consta numa carta datada de 5 de Abril de 1426, seguida por uma carta de recomendação endereçada pelo papa Martinho V ao chanceler da Universidade de Oxford em 28 de Abril do mesmo ano. Durante sua permanência na Inglaterra, deu prova de seu talento retórico e atendendo a um pedido do Cardeal Beaufort, deu aulas de latim para o cronista George Hayding, baseando-se em textos de Justino.

## A nomeação como cardeal
Em 24 de Maio de 1426, Martinho V o nomeou cardeal diácono de Sant'Angelo in Pescheria; a nomeação ocorreu durante o consistório secreto, porém se torna público somente no consistório de 8 de Novembro de 1430.  Algum tempo depois foi enviado à Alemanha para pregar uma cruzada contra os excessos da reforma.
Em 1431 participou do conclave que elegeu o papa Eugênio IV.

## O Concílio de Basileia
Cesarini foi nomeado presidente do Concílio de Basileia, na qual, com suas habilidades, conseguiu combater com sucesso os esforços do papa Eugênio IV de escolher o concílio.  
Durante o concílio de Basileia, entrou em contato com a cultura humanística, que mais tarde o haveria de favorecer generosamente. Para tanto, aproveitou para estudar a língua grega tendo Ambrogio Traversari por professor, e segundo Niccolò Cusano, na obra De docta ignorantia (A douta ignorância), relata ter sido ele um dos melhores conhecedores dos autores latinos e também dos gregos.
As suas duas célebres cartas ao papa Pio II que relacionavam o papa ao concílio de Basileia, foram incluídas entre as obras de Pio II.
Em fevereiro de 1439 foi nomeado administrador apostólico da arquidiocese de Taranto. No ano seguinte deixou a diaconia de Sant'Angelo in Pescheria e optou por pelo título de cardeal em Santa Sabina. Em março de 1444 deixou o posto de Santa Sabina pelo de cardeal-bispo em Frascati.

## Batalha de Varna
No final do concílio, Cesarini é enviado pelo papa Eugênio IV como legado pontifício na Hungria (1443) para promover uma cruzada nacional contra os turcos. Se opôs à paz proposta por Vladislau III, rei da Hungria e da Polônia, e assinada em Seghedino com o sultão Murade II, e convenceu o rei a romper o tratado e a reiniciar a guerra. Esta conclui na desastrosa Batalha de Varna, em 10 de novembro de 1444, na qual os cristãos sofreram uma derrota e o mesmo cardeal Cesarini perdeu a vida. As notícias do seu falecimento chegaram a Roma somente em 25 de julho de 1445.

## Família Cesarini
- Giorgio Cesarini, prelado, irmão de Giuliano Cesarini (1398-1444), protonotário apostólico.
- Giuliano Cesarini, O Jovem (1491-1565), marquês e magistrado italiano.
- Giuliano Cesarini, (1466-1565) cardeal italiano
- Giuliano Cesarini (1572-1613), marquês de Civita Lavinia.
- Alessandro Cesarini, O Velho († 13.fev.1542), cardeal italiano.
- Giangiorgio Cesarini (1540-1585), colecionador de arte italiano.
- Alessandro Cesarini, O Jovem (1590-1644), cardeal italiano.
- Virginio Cesarini (1595-1624)
- Giuliano III Cesarini (1618 – 1665), duque italiano, filho de Giangiorgio II Cesarini († 1633).
- Virginio Cesarini (1595-1624), erudito e poeta italiano, filho de Giuliano Cesarini (1572-1613).